# Морозко (фільм, 1964)
«Моро́зко» (рос. «Морозко») — радянський фільм-казка 1964 року.

## Сюжет
Жила гарна добра дівчина Настуся. Зла мачуха тітка Мотя примушувала її працювати, не даючи жити. Одного разу вона вирішила позбутися пасербки і відправила ту замерзати до зимового лісу. У цих же краях мешкав хлопчина Іван. Він полюбив Настусю, та ось тільки був він великим хвальком, тому лісовий чаклун і перетворив його на ведмедя. І Настусі, і Івану довелося пройти через багато випробувань, перш ніж з'єднати свої долі. І допоміг їм в цьому добрий чарівник — дідусь Морозко. Майстерність режисера Роу, творця жанру кіноказки, визнана у всьому світі. Навіть Стівен Спілберґ віддає данину його чарівним казкам.